# Natalia Varbanec
Natalia Vasilevna Varbanec (en russe : Ната́лия Васи́льевна Ва́рбанец, née le 11 octobre 1916 à Odessa et morte le 17 février 1987 à Léningrad) est une bibliographe, historienne du livre et médiéviste soviétique. 
Employé de la Bibliothèque nationale russe entre 1938 et 1982 (avec des interruptions), elle est l'autrice de plus de trente articles scientifiques, dont la première monographie en langue russe sur Johannes Gutenberg en 1980.
Connue pour ses relations professionnelles et personnelles avec les historiens Vladimir Lublinsky (ru) et Lev Goumilev, elle a également communiqué avec la poétesse Anna Akhmatova et la pianiste Maria Youdina, laissant des mémoires sur cette dernière.